# Mravenčíkovití
Mravenčíkovití (Thamnophilidae) jsou velká čeleď křikavých pěvců, vyskytující se v subtropické a tropické Střední a Jižní Americe od Mexika po Argentinu. Existuje více než 230 druhů klasifikovaných v rámci několika desítek rodů. Historicky byli zástupci čeledi Thamnophilidae klasifikováni v rámci čeledi Formicariidae, nicméně čeleď Formicariidae se ukázala být nepřirozená, a po změnách v klasifikaci tak zahrnuje pouze dva rody. V některých starších českých zdrojích se jako mravenčíkovití může nicméně označovat právě čeleď Formicariidae v původní podobě.
Mravenčíkovití představují malé ptáky se zaoblenými křídly a silnýma nohama. Mají většinou temně šedé, bílé, hnědé nebo rudé opeření, často nápadně pohlavně dimorfní. Zástupci některých druhů imponují svým protivníkům tím, že odhalují bílé skvrny peří na zádech nebo ramenou. Zobák je typicky mohutný, na špičce může být zahnutý.
Většina mravenčíkovitých žije v lesích, i když někteří preferují jiné biotopy. Nejdůležitější složku potravy mravenčíků představuje hmyz a jiní členovci, ačkoli občas se přiživí i drobnými obratlovci. Většina druhů shání potravu v podrostu a ve středních lesních patrech, někteří mravenčíci však spíše v baldachýnu stromů, další přímo na zemi. Mohou vytvářet krmná hejna společně s jinými druhy ptáků. Někteří mravenčíci se v různé míře specializovali na vyhledávání rojů bojových mravenců, kdy se zkrmují poplašenými bezobratlými v jejich okolí.
Mravenčíkovití udržují celoživotní monogamní svazky a vykazují teritorialitu. Snůška činí dvě vejce, jež samice klade do hnízda zavěšeného na větvích a které může podpírat větev, pařez či hromádka hlíny. Na inkubaci, vyvádění mláďat i jejich krmení se podílejí oba členové páru, přičemž po opeření mláďat se každý z rodičů stará výhradně o jedno z nich.